# Contres, Loir-et-Cher
Contres är en kommun i departementet Loir-et-Cher i regionen Centre-Val de Loire i de centrala delarna av Frankrike. Kommunen ligger i kantonen Contres som tillhör arrondissementet Blois. År 2018 hade Contres 3 631 invånare.

## Befolkningsutveckling
Antalet invånare i kommunen Contres
| Referens: INSEE |